# Stéphanie Dupays
Stéphanie Dupays, née en 1978 en France, est une écrivaine française. Membre de l’Inspection générale des affaires sociales (IGAS), elle fait preuve d’un fort engagement pour les sujets sociaux. 

## Biographie
Ancienne élève de l’Ecole normale supérieure (ENS) en lettres et sciences humaineset de l’Ecole nationale de la statistique et de l’administration économique (ENSAE),  Stéphanie Dupays est venue à l’écriture par la critique littéraire.  
Elle publie des articles dans Le Monde des livres de 2007 à 2023. Elle y écrit en particulier des chroniques littéraires et des entretiens principalement en fiction étrangère et française.  
Elle publie son premier livre en 2015, une anthologie sur la cuisine en littérature (Le Goût de la cuisine, Mercure de France).  
Inspectrice générale de l'Inspection générale des affaires sociales (IGAS),, elle publie son premier roman en 2016, Brillante chez Mercure de France, une satire du monde du travail qui est très remarquée par la critique[réf. nécessaire] et les lecteurs : « Stéphanie Dupays fait de l'entreprise une comédie humaine. Une grande réussite » lit-on par exemple dans Le Figaro. Le livre est vu comme un « premier roman d’une belle modernité » par L'Express. Claire, l'héroïne principale, se retrouve au placard du jour au lendemain, voit son monde s'effondrer d'un coup et ne sait comment le gérer. Pour ce roman, elle reçoit le Prix Charles-Exbrayat 2016, une distinction remise par les lecteurs des 21 bibliothèques du Pilat, avec 189 voix contre 182 pour Rhapsody française d'Antoine Laurain,. 
Son second roman, Comme elle l'imagine, est paru en mars 2019. « Ce roman qui sonne juste explore l’intrusion du virtuel dans nos existences sans caricature, avec les risques d’une vie connectée à la machine mais déconnectée du réel. C’est aussi l’histoire de solitudes », analyse le journaliste Christophe Henning sur RCF. « Il y a un type humain de Facebook, un être qui préfère la relation de loin, ça va de pair avec une peur de l'autre, et de l'engagement qui sont des peurs contemporaines », explique Stéphanie Dupays sur France Inter. 
Avec Un puma dans le cœur paru en 2023 aux éditions de l’Olivier, « l'écrivaine porte en pleine lumière son aïeule, oubliée à l'asile psychiatrique », analyse la journaliste Raphaëlle Leyris dans Le Monde des livres.  Abandonnant la veine romanesque réaliste qui était la sienne, elle déploie une forme hybride entre le récit, l’enquête, la fiction, le tout « incrusté de haïkus magnifiques de simplicité » selon la journaliste Marine Landrot dans Télérama. Bénéficiant d’un beau bouche-à-oreille auprès des libraires et d’un accueil critique enthousiaste, le livre figure dans les 20 meilleurs romans et récits de l’année 2023 selon Télérama. 
Stéphanie Dupays fait partie des 26 écrivains contemporains interviewés dans l’ouvrage du chercheur Alexandre Gefen La Littérature est une affaire politique. 
En parallèle à son travail d’écrivain, Stéphanie Dupays est engagée dans les thématiques sociales. Elle travaille à l'Inspection générale des affaires sociales (IGAS). A travers des enquêtes de terrain, évaluations des politiques publiques, audits et contrôles, elle traite de sujets touchant à la vie de tous les citoyens : emploi, travail et formation professionnelle, santé, insertion sociale, protection sociale. Elle a notamment travaillé sur la protection de l’enfance, l’hôpital, la psychiatrie, les Ehpad, le dépistage des cancers.

## Œuvre

### Romans
- Un puma dans le cœur, L'Olivier, 2022
- Brillante, Mercure de France, 2016, J'ai lu, 2017
- Comme elle l'imagine, Mercure de France, 2019[11]
- Un puma dans le cœur, Editions de l’Olivier 2023, Harper Collins 2025

### Ouvrages collectifs et essais
- Le Goût de la cuisine, Mercure de France, 2015
- Déchiffrer les statistiques économiques et sociales, Dunod, 2008
- Politiques sociales, Presses de Sciences Po et Dalloz, 2011